# Батлер, Сомерсет, 1-й граф Каррик
Сомерсет Гамильтон Батлер, 1-й граф Каррик (англ. Somerset Hamilton Butler, 1st Earl of Carrick; 6 сентября 1718 — 15 апреля 1774) — ирландский пэр и политик, известный как виконт Икеррин с 1721 по 1744 год.

## Биография
Родился 6 сентября 1718 года. Младший сын Томаса Батлера, 6-го виконта Икеррина (1683—1719), и Маргарет Гамильтон, дочери Джеймса Гамильтона из Бангора, графство Даун, и Софи Мордаунт.
20 октября 1721 года после смерти своего семилетнего старшего брата, Джеймса Батлера, 7-го виконта Икеррина (1714—1721), трехлетний Сомерсет Батлер унаследовал титул 8-го виконта Икеррина в графстве Типперэри (Пэрство Ирландии). Он получил образование в колледже Крайст-черч Оксфордского университета.
В апреле 1746 года лорд Каррик был назначен членом Тайного совета Ирландии. В феврале 1747 года ему была присвоена степень доктора юридических наук Дублинского университета.
10 июня 1748 года для него был создан титул графа Каррика (вторая креация) в графстве Типперэри (Пэрство Ирландии).
Название титула «Каррик» происходит от города Каррик-он-Шур в графстве Типперэри (провинция Манстер).
Он умер 15 апреля 1774 года в возрасте 55 лет в графстве Килкенни, Ирландия. Он был похоронен в Томастауне, графство Килкенни, Ирландия.

## Брак и дети
18 мая 1745 года лорд Каррик женился на леди Джулиане Бойл (ок. 1728 — 22 февраля 1804), дочери Генри Бойла, 1-го графа Шеннона (1682—1764), и леди Генриетты Бойл. У них было пятеро детей:
- Генри Батлер, 2-й граф Каррик (19 мая 1746 — 20 июля 1813), старший сын и преемник отца, женился на Саре Тейлор.
- Достопочтенный Джеймс Батлер (5 августа 1747 — декабрь 1747)[2]
- Леди Маргарет Батлер (23 января 1748 — апрель 1775), в 1771 году она вышла замуж за Армара Лоури-Корри, 1-го графа Белмора.
- Леди Генриетта Батлер (15 августа 1750 — 20 июня 1785), в 1768 году она вышла замуж за Эдмунда Батлера, 11-го виконта Маунтгаррета.
- Достопочтенный Пирс Батлер-Купер (15 августа 1750 — 5 мая 1826), он женился на Кэтрин Рот, дочери Ричарда Рота, эсквайра.